# 김새론
김새론(본명: 김아임, 2000년 7월 31일~2025년 2월 16일)은 대한민국의 배우였다. 그녀는 2001년 잡지 '앙팡' 표지 모델로 연예계에 데뷔하였다. 2009년 영화 《여행자》로 영화계에 데뷔하여 주연을 맡았고, 2010년 영화 《아저씨》로 대중들의 주목을 받기 시작했다. 아역 배우로서 대한민국 영화대상 신인여우상 및 다수의 상을 수상하였다. 이후 《이웃사람》, 《바비》, 《만신》, 《맨홀》, 《도희야》 등의 영화에 출연하였고, 다수의 영화제에서 신인상을 수상하였다. 2016년 TV 드라마 《마녀보감》에서 성인 연기에 도전했다.

## 생애

### 2000~2010: 초기 생애
김새론은 2000년 7월 31일 대한민국 서울특별시 성북구 길음동에서 3녀 중 장녀로 태어났다. 새론이라는 이름은 '새롭다'라는 의미를 지니고 있다. 형제자매로는 여동생 김아론과 김예론이 있으며, 그들 또한 배우이다. 졸업 전 고양시 일산동구에 위치한 양일초등학교로 전학했는데, 그 학교에서도 졸업사진을 찍었다. 2016년 2월, 중학교를 졸업했다. 재학 당시 학생회(문화체육관광부) 활동을 하기도 했다. 김새론은 서울공연예술고등학교에 지원하여 2016년 3월에 입학하였다.
김새론은 자신의 실질적인 데뷔는 1세 때의 아기 모델이었다고 한다. 그녀는 여러 어린이 모델 활동 외에도 MBC의 어린이 프로그램 《뽀뽀뽀 아이좋아》에 게스트로 출연하기도 했다. 그가 연기에 흥미를 느낀 시기는 6살 때였다. 김새론은 여러 영화의 오디션을 보았고, 2008년에는 이창동 감독이 제작하고 설경구, 고아성과 공연한 한국, 프랑스 합작 영화 《여행자》에 1000:1의 경쟁률로 캐스팅되었다. 현장에서 우니 르콩트 감독은 "1000대 1의 오디션 경쟁에서 뽑혔던 이유는 모든 아이들이 연기를 너무 잘했고, 김새론이 연기를 제일 못했기 때문. 김새론은 연기를 한 것이 아니라(그냥) 김새론이었다”라며 칭찬했다. 이 영화는 한국계 프랑스인 감독(우니 르콩트)의 자전적인 이야기를 그린 영화로 칸 국제 영화제 비경쟁부문(특별 상영)에 초청 되었다. 이 작품을 통해 김새론은 영화 속의 연기를 인정받아 부일영화상 등의 다수 영화제에서 신인 배우상을 후보 지명과 수상을 하였다.

### 2010~2011: 《아저씨》

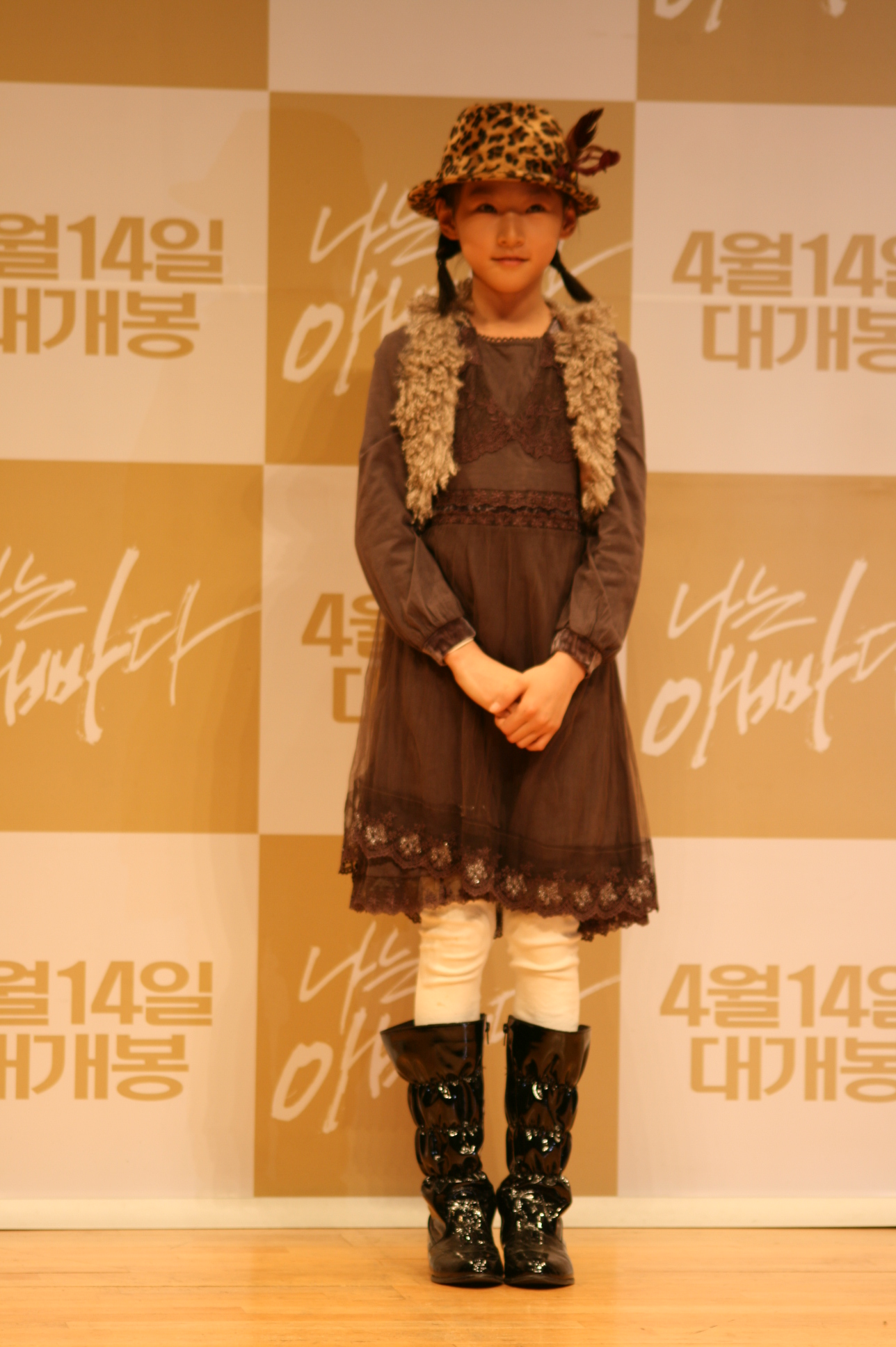
2011년 3월 《나는 아빠다》 시사회 당시의 김새론.

김새론은 2010년 8월 4일에 개봉한 이정범 감독의 액션 영화 《아저씨》에 원빈과 공동 주연으로 캐스팅 되었다. 이 영화는 청소년 관람불가라는 등급에도 불구하고 600만명이 넘는 관객수를 동원하며 흥행에 크게 성공하면서 김새론 또한 이 작품을 계기로 대중에게 강렬한 인상을 남겼고, 태식(원빈)이 지키는 소녀 소미를 연기한 김새론은 나이가 믿기지 않는 당찬 연기를 선보였다. 그 때까지 김새론은 각각의 영화비평가들에게 긍정적인 주목을 받았다. 제8회 대한민국 영화대상에서 김새론은 11세의 나이로 신인여우상을 수상하는 등 다수의 영화제에서 수상을 이어나갔다. 다음 작품으로는 2011년 영화 《나는 아빠다》에서도 조연으로 캐스팅 되었다. 하지만 이 영화는 대부분 혹평을 받았다. 같은 해 4월, 김새론은 MBC 주말 드라마 《내 마음이 들리니》에서 바보 아버지와 눈높이를 맞추기 위해 바보인 척하는 여주인공 황정음의 어린 시절을 연기했고, 전작 영화 《아저씨》에서 보여준 다소 어두운 이미지와 달리 첫 드라마 출연에 밝고 귀여운 모습으로 변신하였다. 그녀는 청각장애인 엄마와 살면서도 구김살 없는 순수한 모습을 자연스럽게 연기해 시청자들의 호평을 받았다.

### 2012~2014: 《이웃 사람》, 《바비》, 《도희야》

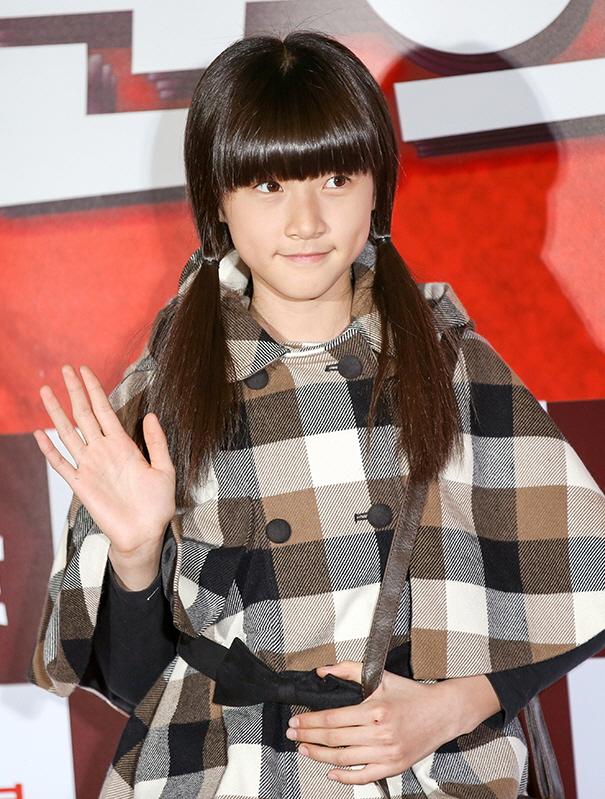
2012년 12월 《가문의 귀환》 시사회 당시의 김새론.

2012년에 김새론은 영화 《이웃사람》에서 이웃집 살인마(김성균)에게 희생당하는 소녀 원여선과 살인마의 표적이 되는 유수연 역할의 1인 2역으로 출연했다. 극중 함께 공연한 김윤진은 "나도 감정몰입이 빠른 편인데, 김새론은 감정 몰입이 매우 빨라 옆에서 지켜보면서 늘 감탄하고 놀랐다. 질투도 했다"라며 성숙한 김새론의 연기를 극찬했다. 이 영화는 대부분 관객들에게 호평되었다. 동년에 출연한 영화 《바비》에서 순박한 소녀가장 이순영 역할을 맡았다.또 김새론은 씨네21과의 인터뷰에서 “<바비>는 2주라는 짧은 시간 안에 촬영해서 힘들었어요. 제일 힘든 건 어떻게 이 상황을 제대로 표현할 수 있을까 하는 점이었는데, 알기 쉽게 표현하고 싶었거든요. 저는 이 영화가 무섭고 어둡기만 한 영화가 아니라고 생각해요. 첫째로 중요한 건 가족에 관한 영화라는 점이에요. 이 영화를 보고 좋은 짓과 나쁜 짓을 확실히 구분할 수 있었으면 좋겠어요. 또 왜 그래야만 했는지, 왜 그렇게 살 수밖에 없었는지에 관한 고민도 함께했으면 좋겠고요.”라고 말하기도 했다. 이 영화는 미국인 소녀 '바비'와 한국인 소녀의 죽음을 뛰어넘는 우정을 다룬 잔혹적인 영화로, 이탈리아 지포니 영화제와 중국 매체에서 소개되었다. 그녀는 이 영화로 더욱 두드러진 특징을 갖게 된다. 2014년 김새론은 다큐멘터리 영화 《만신》에서 류현경, 문소리와 함께 김금화의 유년시절부터 굿의 천재로 활약하는 시절까지 서로 다른 나이의 김금화를 연기했다. 그녀는 김금화의 어린 시절인 넘세 역할을 맡아 보통의 아이들과는 다른 삶을 살았던 모습을 사실감 넘치게 표현해냈다. 이 영화는 지난 2012년에 촬영 되어 2년 후에야 개봉되었다. 그녀는 동년 5월 개봉한 영화 《도희야》에서 배두나, 송새벽과 출연하였다. 이 영화는 칸 국제 영화제 비경쟁부문(주목할만한 시선)에 초청 받았고, 미국 영화전문지 할리우드 리포터의 클래런스 추이는 “선정주의를 피하고 다양한 결을 가져온 정주리 감독의 노력은 경탄할 만하다, 부드럽게 완성된 쇼트가 극중 인물들이 직면한 문제를 충분히 현실적으로 설명했다”라고 찬사를 보냈으며, 칸 국제영화제 부집행위원장 크리스티앙 존은 “연출력과 배우들의 연기는 압도적이었다. 특히 도희 역의 김새론은 앞으로도 크게 주목되는 배우이다. 다음에도 칸에서 다시 보길 기대한다”라고 작성하며 그에 대한 관심을 드러냈다. 김새론은 제 35회 청룡영화상과 제 35회 황금촬영상에서 신인여우상을 수상하였다. 이후 동년 10월에는, 스릴러 영화 《맨홀》에 출연하였다.

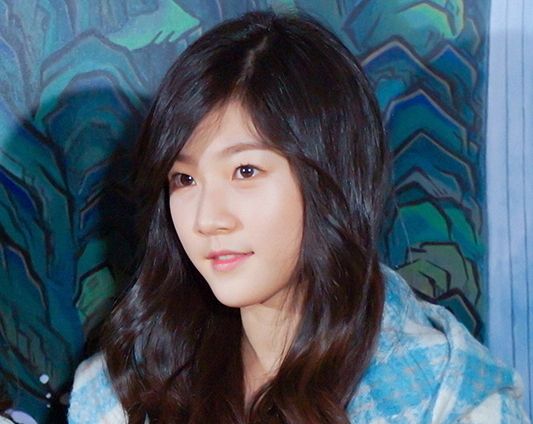
2014년 영화 《만신》 프리미어 시사회에서 김새론.

### 2015~2025: 《눈길》 촬영과 음주운전, 사망

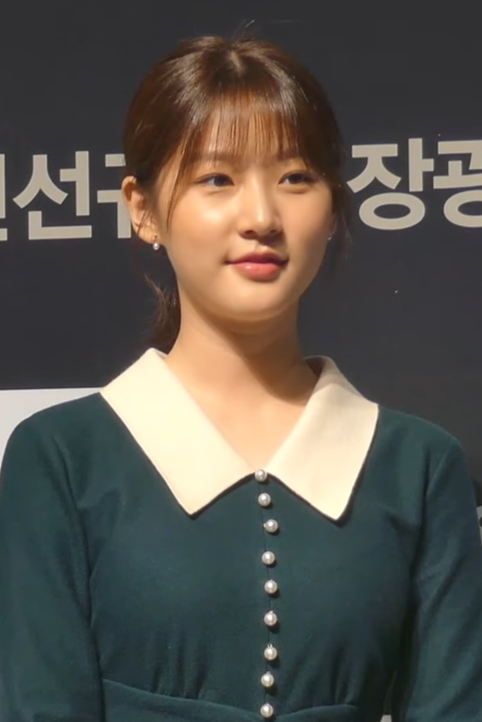
2018년 10월 《동네사람들》 제작발표회 당시의 김새론.

김새론은 2015년 2월 28일부터 3월 1일까지 방송된 일본군 위안부를 소재로 한 대한민국 첫 텔레비전 드라마인 KBS 1TV 광복 70주년 2부작 특집극 《눈길》에 출연하였고, 김영옥, 김향기 등과의 주연 배우들의 열연이 큰 호평을 받았다. 섬세한 표현과 묵직한 무게감으로 전했다는 호평을 받았다. 또한 이 작품은 극영화 버전으로 재편집돼 2015년 5월 전주 국제 영화제에서 프리미어를 한 후, 6월 중국 상하이 국제 영화제에서 첫 선을 보였다. 제24회 중국 금계백화장 국제 경쟁 부문과 에스토니아 수도 탈린에서 열린 제19회 블랙나이츠 국제 영화제에 공식 초청되어 상영되었다. 2015년 10월, 김새론은 MBC TV 월화 드라마 《화려한 유혹》에서 여주인공 최강희의 어린 시절을 연기하였다. 또한 2015년 11월 21일부터 2017년 4월 15일까지 MBC의 음악 프로그램 《쇼! 음악중심》의 진행을 맡았었다. 김새론은 2016년 5월부터 7월까지 방영된 연속 드라마 첫 주연을 맡아 JTBC 판타지 사극 《마녀보감》에서 조선의 마녀 서리 역할을 맡아 어린 나이임에도 1인 2역 연기로 눈길을 끌었고, 물오른 신비로운 매력과 함께 한층 깊어진 감정 연기로 호평을 받았다. 2016년 11월, 이전 소속사와의 계약 기간이 만료된 김새론은 YG 엔터테인먼트로 이적하였고, 2019년 11월, 전속계약을 종료하였다.
2020년 1월 1일 골드메달리스트와 전속계약을 체결하였다. 2022년 5월 18일 음주운전 후 도주 사고를 냈고, 2022년 11월 1일 골드메달리스트와 전속계약을 종료하였다. 이 사건의 여파로 2023년 4월 21일, KBS에서 출연정지 명단에 올랐다. 이후 한동안 조용히 지내고 나서 영화 <기타맨>으로 복귀를 준비했으나, 2025년 2월 16일에 자신의 자택에서 사망하였다.

## 기타 사업

### 자원봉사
김새론은 2015년부터 2023년까지 동물보호소에서 버려진 동물을 돌보는 자원봉사 단체인 내추럴발란스 블루엔젤봉사단에서 자원봉사를 했다. 김새론은 또한 자신의 인스타그램 계정을 자주 사용해 버려진 개와 고양이에 대한 인식을 높이기도 했다.

## 개인의 삶

### 음주운전 사건 후유증
2022년 5월 19일, 김새론은 자신의 인스타그램 계정에 자필 사과문을 게시했다.
음주운전 사건 2개월 후, 김새론은 자신의 스물두번째 생일파티를 술집에서 열고 초대받은 사람들에게 술을 가져오라고 부탁했다는 사실이 온라인에 보도되면서 그녀는 계속해서 비난을 받았다. 2022년 11월 4일, 김새론은 그동안 활동 과정에서 모은 돈은 모두 사고로 인한 비용과 합의금으로 사용했으며, 아르바이트를 했다는 사실이 알려졌다. 이후 골드메달리스트 측은 김새론이 재정 상황이 어려워 아르바이트를 했지만 나중에 그만뒀다고 확인을 했다.
2023년 3월 8일, 서울중앙지방법원 검사는 2천만원의 벌금을 구형했다. 이후 김새론은 경제적 어려움을 이유로 선처를 호소하며 함께 타고 있던 A씨에게 5백만원의 벌금을 요청했다. 그녀의 이전 소속사인 골드메달리스트는 그녀가 변압기와 충돌해 정전이 발생하자 피해를 입은 사업체와 여배우에게 보상했다. 그녀가 사망할 당시 그녀는 이러한 합의금으로 인해 소속사에 7억원이 넘는 빚을 지고 있었다.

## 사망
2025년 2월 16일, 김새론은 서울 성동구 성수동2가에 있던 자택에서 숨진 채로 발견되었다. 같은 날 오후 5시경, 성동경찰서는 신고를 접수해 김새론의 사망을 확정했다. 빈소는 서울아산병원 장례식장에 마련되었으며 19일 발인하여 서울시립승화원(벽제화장터)에서 화장절차를 마친 뒤 경기도 파주시 통일로 추모공원에 임시 안치되었다. 2월 26일, 고인의 유해는 가족의 뜻에 따라 경기도 안성에 위치한 유토피아추모관으로 옮겨졌다.

## 학력
- 양일초등학교 (2013년 졸업)
- 일산양일중학교 (2016년 졸업)
- 서울공연예술고등학교 (중퇴)
- 고등학교 졸업학력 검정고시 (합격)
- 중앙대학교 공연영상창작학부 연극전공 (2019학번 / 제적)[47]